# 외라이바이외퀴들

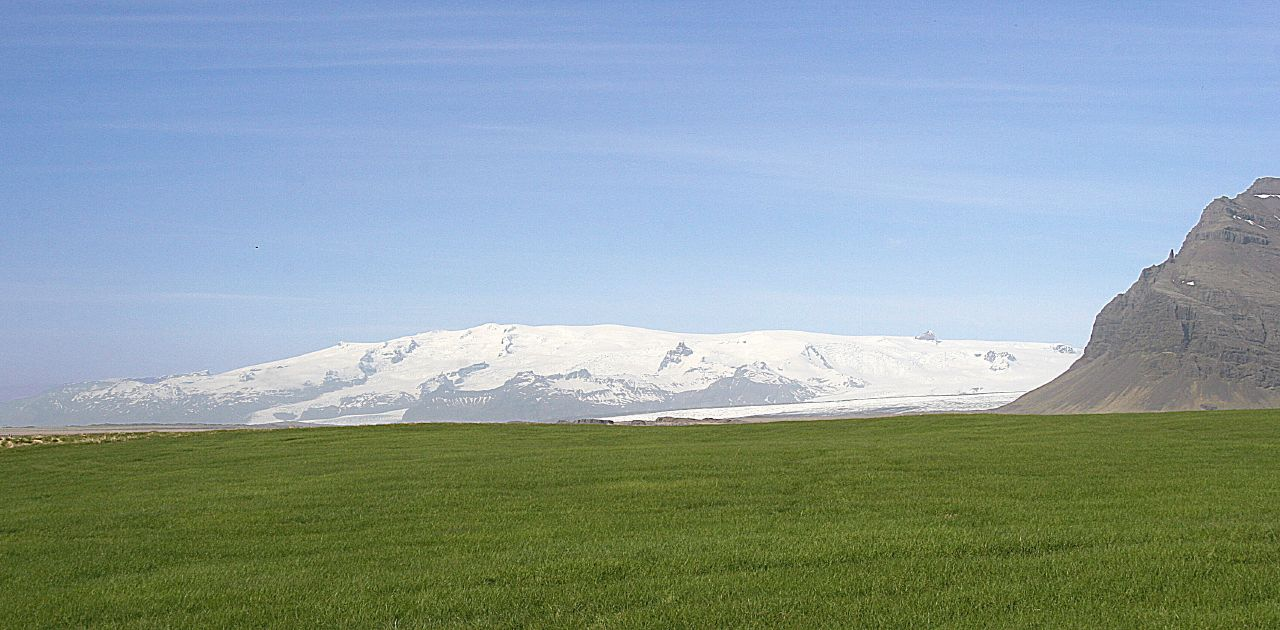

외라이바이외퀴들(아이슬란드어: Öræfajökull)은 아이슬란드의 최대 빙하 바트나이외쿠틀에 덮여있는 해발 2,109m의 화산이다. 이 화산은 아이슬란드에서 제일 높은 산이자 화산이다. 또, 이곳은 아이슬란드에서 가장 큰 활화산이다. 활화산이지만 분화 징조는 없으며, 분화 기록은 없지만 화구는 있다.

## 같이 보기
- 아이슬란드의 지리